# Big Sandy (Montana)
Big Sandy é uma vila  localizada no estado americano de Montana, no Condado de Chouteau.

## Demografia
Segundo o censo americano de 2010, a sua população era de 598 habitantes).

## Geografia
De acordo com o United States Census Bureau tem uma área de
1,1 km², dos quais 1,1 km² cobertos por terra e 0,0 km² cobertos por água. Big Sandy localiza-se a aproximadamente 823 m acima do nível do mar.

## Localidades na vizinhança
O diagrama seguinte representa as localidades num raio de 28 km ao redor de Big Sandy.